# Acmaeoderoides
Acmaeoderoides es un género de escarabajos barrenadores metálicos del orden Coleoptera.

## Especies
- Acmaeoderoides cazieri Nelson, 1968
- Acmaeoderoides confusus Nelson, 1999
- Acmaeoderoides depressus Nelson, 1968
- Acmaeoderoides distinctus Nelson, 1968
- Acmaeoderoides ferruginis Wellso & Nelson in Nelson, 1968
- Acmaeoderoides humeralis (Cazier, 1938)
- Acmaeoderoides insignis (Horn, 1894)
- Acmaeoderoides knulli Nelson, 1968
- Acmaeoderoides rossi (Cazier, 1937)
- Acmaeoderoides rufescens Nelson, 1968
- Acmaeoderoides stramineus Nelson, 1968
- Acmaeoderoides verityi Nelson, 1968